# Exerythracris volcanica
Exerythracris volcanica är en insektsart som beskrevs av David M. Rowell 1995. Exerythracris volcanica ingår i släktet Exerythracris och familjen gräshoppor. Inga underarter finns listade i Catalogue of Life.